# Baron Digby
Baronowie Digby 1. kreacji (parostwo Irlandii)
- 1620–1642: Robert Digby, 1. baron Digby
- 1642–1661: Kildare Digby, 2. baron Digby
- 1661–1677: Robert Digby, 3. baron Digby
- 1677–1685: Simon Digby, 4. baron Digby
- 1685–1752: William Digby, 5. baron Digby
- 1752–1757: Edward Digby, 6. baron Digby
- 1757–1793: Henry Digby, 1. hrabia Digby i 7. baron Digby
- 1793–1856: Edward Digby, 2. hrabia Digby i 8. baron Digby
- 1856–1889: Edward St. Vincent Digby, 9. baron Digby
- 1889–1920: Edward Henry Trafalgar Digby, 10. baron Digby
- 1920–1964: Edward Kenelm Digby, 11. baron Digby
- 1964 -: Edward Henry Kenelm Digby, 12. baron Digby

Następca 12. barona Digby: Henry Noel Kenelm Digby
Następca następcy 12. barona Digby: Edward St. Vincent Kenelm Digby